# Rivière Pouce Coupé
La rivière Pouce Coupé, (en anglais : cut thumb river), est un cours d'eau situé dans les provinces canadiennes de l'Alberta et de la Colombie-Britannique. Elle est un affluent de la rivière de la Paix.

## Descriptif
La rivière Pouce Coupé prend sa source dans le Nord de l'Alberta à 820 mètres d'altitude. La rivière s'écoule ensuite dans la forêt-parc de trembles qui est une écorégion terrestre canadienne du type prairies, savanes et brousses tempérées. son cours entre ensuite en Colombie-Britannique pour en ressortir, en aval, de nouveau en Alberta. 
La rivière longe le village de Pouce Coupe qui fait partie du district régional de Peace River et traverse le Parc régional de Pouce Coupé. 

## Historique
Les tribus amérindiennes locales étaient les Danezaa, connus également sous les noms de "Castors" ou "Beaver" et les Cris.
En 1898, les premiers trappeurs à arpenter la région de la rivière Pouce Coupé furent Hector Tremblay et Joé Bissette, deux Canadiens-français qui rencontrèrent le chef de la tribu des Danezaa dont le nom était "Pouscapé" ou "Pouskapé" ou encore "Pooskapee". Hector Tremblay l'interpréta en le francisant en "Pouce-Coupé".